# Phong trào Dân tộc Giải phóng Azaward
Phong trào Dân tộc Giải phóng Azaward hoặc các phong trào Azawad Quốc gia Giải phóng ( (Tamasheq: ⵜⴰⵏⴾⵔⴰ ⵏ ⵜⵓⵎⴰⵙⵜ ⴹ ⴰⵙⵏⵏⴰⵏⵏⵓ ⵏ ⴰⵣⴰⵓⴷ Tankra n Tumast ḍ Asnnannu n Azawd, tiếng Ả Rập: الحركة الوطنية لتحرير أزواد, tiếng Pháp: Mouvement National pour la Libération de l'Azawad; MNLA), formerly National Movement of Azawad (tiếng Pháp: Mouvement national de l'Azawad; MNA), trước đây là Phong trào quốc gia Azawad  (tiếng Pháp: Mouvement national de l'Azawad; MNA) là một tổ chức chính trị và quân sự có trụ sở tại Azawad. Phong trào của người Tuareg, và một số người trong số họ được cho là đã từng chiến đấu trong quân đội Libya, trong cuộc nội chiến Libya 2011 (mặc dù các chiến binh Tuareg MNLA khác cũng ở phía Hội đồng chuyển tiếp quốc gia) và trả lại cho Mali sau khi cuộc nội chiến Libya 2011. Phong trào này được thành lập vào tháng 10 năm 2011 và đã tuyên bố rằng bao gồm các dân tộc Sahara khác. Chính phủ Mali đã cáo buộc phong trào này có liên kết với Al-Qaeda ở Maghreb Hồi giáo. Tuy nhiên, MNLA từ chối tuyên bố. 01 tháng 4, MNLA, cùng với Ansar Dine, kiểm soát của hầu như tất cả các miền bắc Mali, bao gồm ba thành phố lớn nhất Kidal, Gao và Timbuktu. Ngày 06 tháng 4, MNLA đơn phương tuyên bố Azawad độc lập từ Mali.